# مذبحة دار السلام
مذبحة دار السلام، هي جريمة شنيعة وقعت في مصر قام بها شخص يدعى بقتل والديه وشقيقه وصديق شقيقه على إثر خلافات نشبت بينهم.
وتعود الجريمة إلى شهر ديسمبر/ كانون الأول 2023، حين أقدم شاب يبلغ من العمر 23 عامًا على قتل والديه، ودفن جثتيهما في المنزل، قبل أن يعود بعد خمسة أيام وينهي حياة شقيقه، وصديقه بعد استدراجهما ويدفنهما في العقار محل الجريمة، لخلافات تعود إلى الميراث.
حملت القضية الرقم 3057 لسنة 2024 جنايات قسم شرطة دار السلام، وقيدت تحت رقم 397 لسنة 2024 كلي حلوان الكلية، وتم التحقيق فيها تحت إشراف المستشار مصطفى المتناوي المحامي العام الأول لنيابة حلوان الكلية.

## تفاصيل الجريمة
المتهم انهال على والده ضربًا وطعنًا بأماكن متفرقة بجسده واضعًا جسده أسفل سيارة متواجدة بمسرح الواقعة لإخفاء معالم جريمته، وقد اقترنت تلك الجناية بأخرى وهي قتل المتهم والدته البالغة من العمر 45 عامًا التي حضرت لمسرح الواقعة.
المتهم أطلق باتجاه أمه عيارين ناريين من سلاحه ما أدى إلى إصابة أودت بحياتها، ووضع جثمانها أسفل الفراش بالوحدة السكنية خاصتها غارقًة في دمائها، خافيًا إياها بمواد بناء اشتراها لهذا الغرض لإزالة أثار جريمته.
المتهم عاد بعد 5 أيام وسطر نهاية شقيقه وصديق والده البالغ من العمر 69 عامًا، وذلك بعد أن قام باستدراج الأول لمسرح الجريمة بحيلة الاطمئنان إلى أهله، وما إن استفرد به حتى أطلق صوبه أعيرة نارية من سلاحه الناري وقتله، ودفن جثمانه في الوحدة السكنية المتواجدة بالعقار خافيًا إياه بمواد البناء.
وبعد تقديم بلاغ تغيب للمجني عليه الرابع من قبل نجله للشرطة، كشفت التحريات وجود مقطع فيديو رصد خط سير المتغيب وتواجده برفقة شخص اتضح أنه الضحية الثالثة شقيق المتهم، وقد رصدتهما الكاميرات لحظة دخولهما المنزل وعدم خروجهما منه، وقد أقدم المتهم على قتل الرجل بالطريقة ذاتها التي قتل بها شقيقه.

## أسباب الجريمة
قالت مصادر صحفية في وقت سابق، أن الجريمة تعود لخلافات حول ملكية عقارين، حيث استغل المتهم "جهل والده واستحوذ على العقارات الخاصة به"، وعندما علم والده نشبت خلافات ومشاجرة بينهما فأطلق النيران عليه ثم على والدته، وحين حضر شقيقه وصديق والده للنقاش معه للتنازل عن العقارات، أطلق عليهما الأعيرة النارية، ودفنهم جميعًا في العقار.

## سير القضية

### التهم الموجهة
وجهت جهات التحقيق للمتهم تهمة القتل عمدًا لوالده، مع سبق الإصرار بأن بيت النية وعقد العزم المصمم على قتله، لما بينهم من خلافات سابقة، مُعدًا لهذا الغرض أسلحة نارية وأسلحة بيضاء. وقد اقترنت تلك الجناية بجناية أخرى وهي أنه في ذات الزمان والمكان قتل عمدا المجني عليها عزة. ع. ق. م، والدته، مع سبق الإصرار بأن بيت النية وعقد العزم المصمم على قتلها، لما بينهم من خلافات سابقة.
وقتل عمدا المجني عليه، شقيقه، مع سبق الإصرار بأن بيت النية وعقد العزم المصمم على قتله، لما بينهم من خلافات سابقة، معدا لهذا الغرض أسلحة نارية وأسلحة بيضاء، بأن قام باستدراجه لمسرح الواقعة بحيلة انطلت عليه – وهي رؤية والديه – وما أن ظفر به حتى أطلق صوبه أعيرة نارية من سلاحه الناري محدثا إصابته التي أودت بحياته، واقترنت تلك الجناية بجناية أخرى وهي أنه في ذات الزمان والمكان قتل عمدا المجني عليه، صديق شقيقه.